# مارتا مازورک
مارتا مازورک (لهستانی: Marta Mazurek؛ زادهٔ ۲۶ ژوئن ۱۹۹۰) بازیگر اهل لهستان است.
از فیلم‌ها یا مجموعه‌های تلویزیونی که وی در آن‌ها نقش داشته است، می‌توان به بازخورد، دختران جنگ و لیور اشاره نمود.
او با کارگردانانی همچون یرژی اشتور و کشیشتف گلوبیش همکاری داشته‌است.